# Rouleau de printemps
Pour les articles homonymes, voir Rouleau.
 (février 2009).
Si vous disposez d'ouvrages ou d'articles de référence ou si vous connaissez des sites web de qualité traitant du thème abordé ici, merci de compléter l'article en donnant les références utiles à sa vérifiabilité et en les liant à la section « Notes et références ».
Le rouleau de printemps, appelé gỏi cuốn, bo cuốn ou bi cuốn, nem rán en vietnamien selon la farce, summer roll en anglais, est une spécialité culinaire du Vietnam .
Le rouleau de printemps est également un plat chinois, nommé chūnjuǎn (春卷).

## Rouleau de printemps vietnamien
La garniture est enroulée (cuốn signifie « rouler ») dans une galette de riz crue. Le rouleau de printemps rentre dans la catégorie plus large des món cuốn (plats roulés)
Il y a cinq grandes variétés vietnamiennes :
- la farce du bi cuốn se compose de viande de porc rôti émincée, de filaments de couenne de porc, de concombre et de poudre de riz grillé ;
- la farce du bo cuốn se compose de viande de bœuf émincée et de légumes ;
- la farce du goi cuốn se compose de porc émincé et cuit dans un bouillon, de crevettes, d'omelette, de vermicelle de riz et de légumes.Les gỏi cuốn sont des rouleaux de printemps vietnamiens frais, garnis de vermicelles de riz, légumes, crevettes ou viande, enveloppés dans des galettes de riz, servis avec une sauce savoureuse.

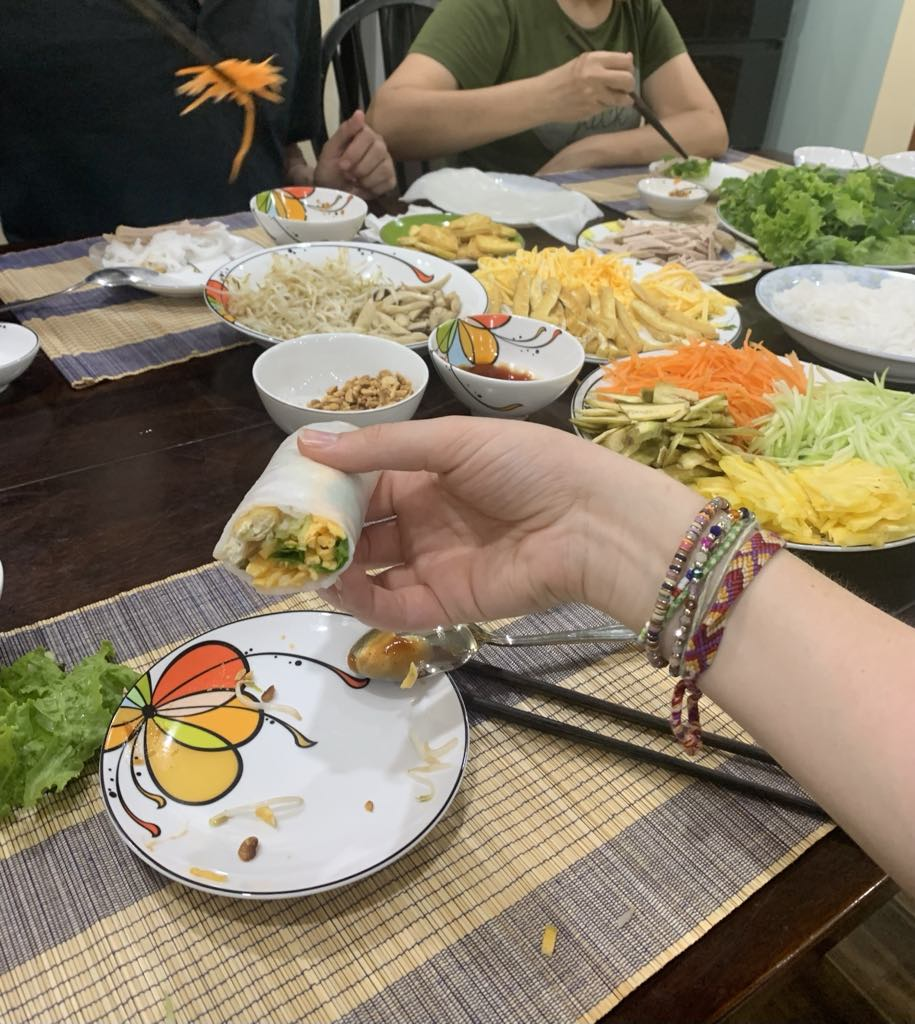
Les gỏi cuốn sont des rouleaux de printemps vietnamiens frais, garnis de vermicelles de riz, légumes, crevettes ou viande, enveloppés dans des galettes de riz, servis avec une sauce savoureuse.

- la farce du Nem nướng cuốn : rouleaux au porc grillé ,on roule des boulettes de porc assaisonné (nem nướng), avec laitue, concombre, pickles et herbes dans une galette de riz. Ils sont souvent accompagnés d’une sauce sucrée au piment et aux cacahuètes. Ce plat est populaire dans le Centre et le Sud-Centre du Vietnam[5],
- le phở cuốn : spécialité de Hanoï, où l’on utilise des feuilles de nouilles larges (utilisées pour le phở) à la place des galettes de riz sèches. Le bœuf, les herbes et la laitue sont roulés à l’intérieur, puis trempés dans une sauce de poisson[5].

Au Vietnam, le rouleau de printemps se mange en apéritif ou en entrée lors des repas. Dans certaines régions du pays, il peut également être préparé à base de poisson blanc de rivière frit, accompagné de feuilles de menthe et d'une fine tranche d'ananas.

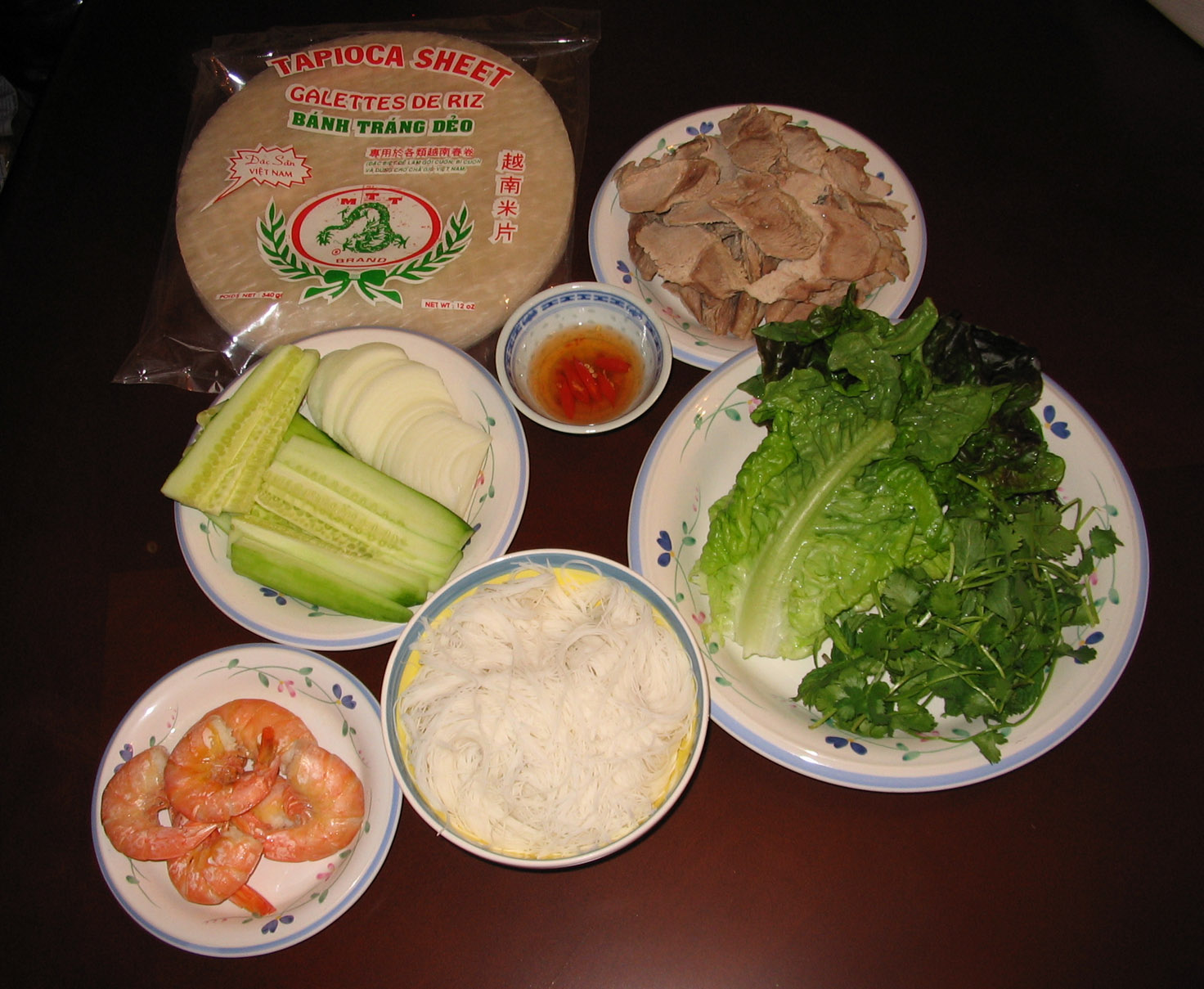
Ingrédients d'un rouleau de printemps.
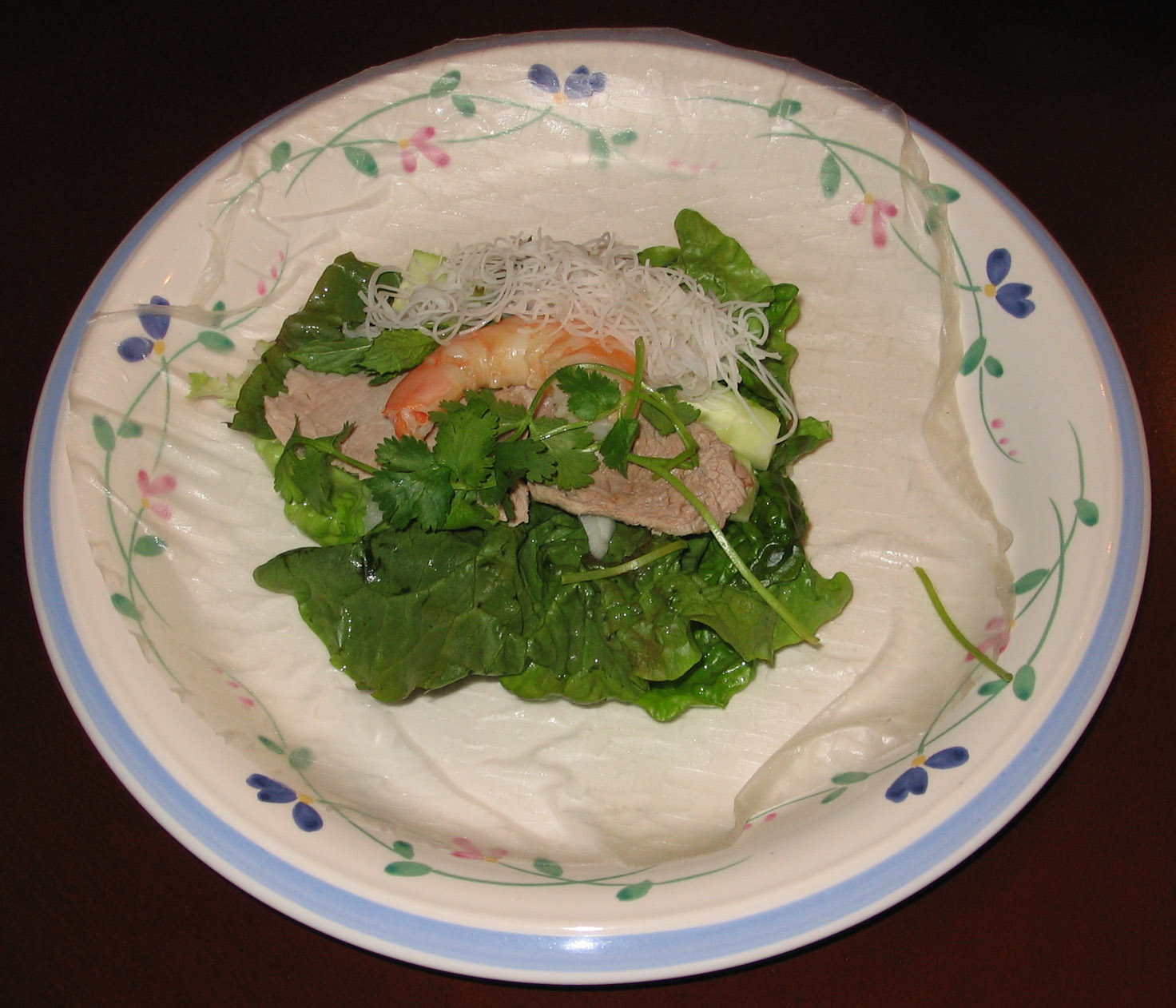
Un rouleau de printemps en cours de préparation.
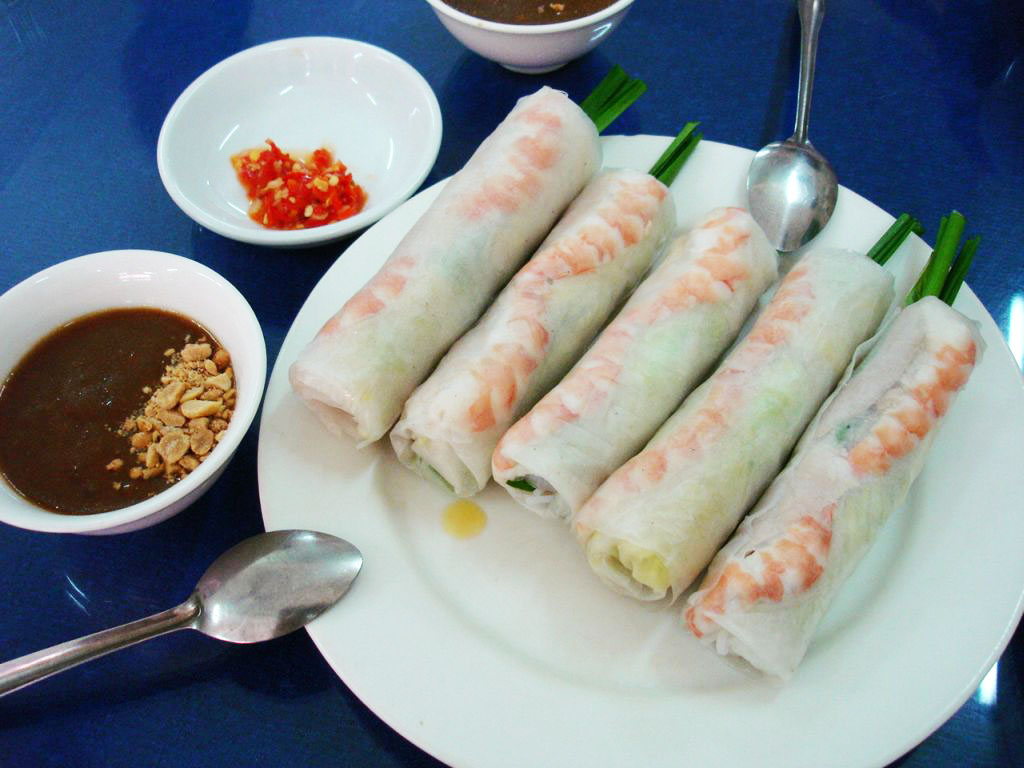
Rouleaux de printemps avec sauce.

Il ne faut pas le confondre avec le nem rán, ou cha gio, spécialité du Vietnam, connu en France sous le nom de nem, de pâté impérial ou rouleau impérial et dans les pays anglophones spring roll, summer Roll ou vietnamese roll.
Ses autres appellations à travers le monde : vietnamese roll à Hong Kong, chūnjuǎn (春卷, littéralement « rouleau de printemps ») en Chine, ou harumaki (春巻き, littéralement « rouleau de printemps ») au Japon sont des plats contenant principalement des légumes en julienne tels que le chou, la carotte, ou le champignon oreille de Judas. Certains types incorporent de la viande émincée, habituellement du bœuf ou du poulet ; d'autres encore incorporent des fruits de mer. La garniture est enroulée dans une mince feuille faite à base de farine de blé[Laquelle ?] ou de riz.
Les rouleaux à la crevette (shrimp rolls) que l'on trouve à Singapour sont de très petite taille, avec de la pâte de crevette à l'intérieur.
Les petits rouleaux de printemps thaïlandais sont appelés poh pia tod.
Le rouleau de printemps est aussi populaire en Australie où il est considéré comme un plat traditionnel asiatique occidentalisé, et il a son pendant australien appelé le chiko roll (voir aussi : Dim sim).
Lumpia est le nom des rouleaux de printemps aux Philippines et en Indonésie. Aux Pays-Bas et en Belgique, les rouleaux de printemps sont connus sous le nom de loempia (traduction phonétique), typiquement introduits par des immigrants venant d'Indonésie.
À côté de ces rouleaux de printemps salés bien connus, il y a des rouleaux de printemps sucrés contenant de la pâte de haricot rouge ; on les trouve surtout dans le nord et l'est de la Chine (province du Zhejiang par exemple).

## Rouleau de printemps chinois

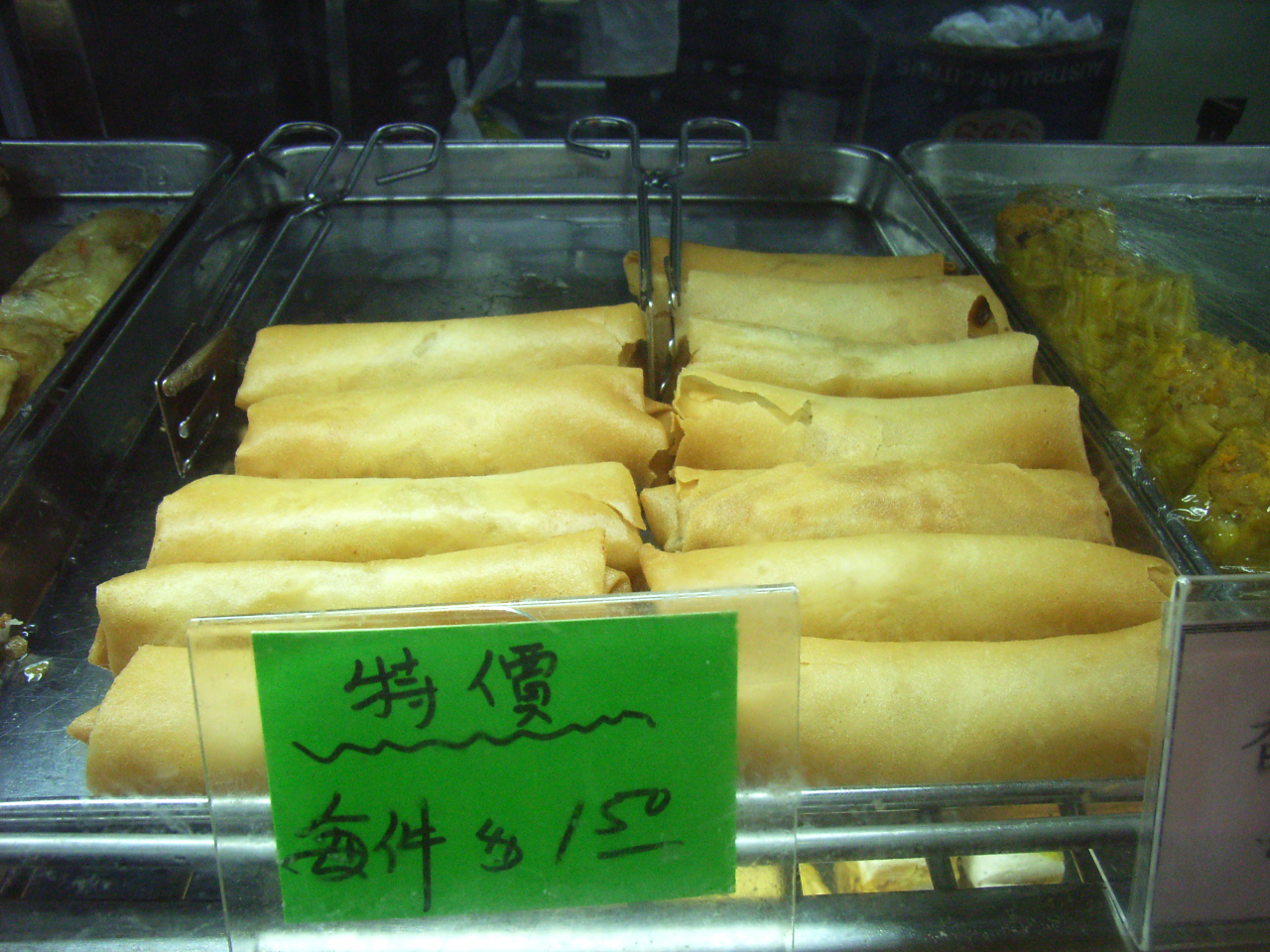
Rouleaux de printemps chinois chez un traiteur.

Le rouleau de printemps à la chinoise était à l'origine une sorte de « snack » consommé à l'extérieur lors des visites au cimetière pour le nettoyage printanier des tombes. Les ingrédients étaient emballés dans une crêpe cuite d'avance dont la composition variait selon la région, et l'ensemble n'était pas remis à cuire. Le terme en est venu à englober toutes sortes de mets similaires, et de nos jours les rouleaux de printemps sont parfois frits. Dans la cuisine asiatique des États-Unis, on distingue le rouleau de printemps proprement dit, enrobé dans une fine crêpe de riz crue, et l'egg roll emballé dans une crêpe plus épaisse, à base d'œuf, qui contient plus de garniture, et qui est frit.
En Chine, selon les régions, les rouleaux de printemps étaient habituellement mangés à la fête de lichun ou à la fête de Qing Ming (105 après solstice d'hiver), jour de nettoyage des tombes familiales, qui a lieu au printemps, début avril. Le rouleau, aisément transportable, aurait selon certains historiens tout d'abord constitué une offrande alimentaire modeste déposée par les plus pauvres sur la tombe familiale avant d'être consommée. Il convenait de plus parfaitement à l'obligation dans certaines régions de manger ce jour-là des mets froids, une tradition ancienne interdisant d'allumer du feu.